# Asia Pacific Exchange
Sydney Stock Exchange (vroeger Asia Pacific Exchange of Australian Pacific Exchange) is een kleine Australische effectenbeurs.

## Geschiedenis
De Asia Pacific Exchange werd opgericht in 1997 en was toen een vrijgestelde markt van Austock. De eerste notering was het Farmaceutische bedrijf Sigma Company, toen het bedrijf nog van apothekers was. Sigma kon niet op de Australian Securities Exchange en daarom ging ze op de Asia Pacific Exchange.
In totaal hebben 22 verschillende bedrijven een beursnotering gehad. Asia Pacific Exchange kreeg een beurslicentie in augustus 2004, waarna in 2005 de handel begon.
In November 2015 is de naam veranderd in Sydney Stock Exchange.